# جيف زوكر
جيف زوكر (بالإنجليزية: Jeff Zucker)‏ هو كبير الإداريين التنفيذيين أمريكي، ولد في 9 أبريل 1965 في هومستيد في الولايات المتحدة.

## وصلات خارجية
- جيف زوكر على موقع IMDb (الإنجليزية)
- جيف زوكر على موقع إن إن دي بي (الإنجليزية)
- جيف زوكر على موقع قاعدة بيانات الفيلم (الإنجليزية)